# Palais des sports de Pau
Pour les articles homonymes, voir Palais des sports.
Le Palais des sports de Pau est une salle polyvalente située dans la ville de Pau, en France. Inauguré en 1991, il est devenu un lieu emblématique pour les événements sportifs, les concerts, les spectacles et les conférences dans la région. C’est l’antre de l’Élan béarnais Pau-Lacq-Orthez.
Le Palais des sports de Pau se distingue par son architecture moderne et fonctionnelle. Il offre une capacité de 7 707 places assises, avec une configuration flexible qui permet de s'adapter aux besoins spécifiques de chaque événement. La salle offre une bonne visibilité pour le public.
En ce qui concerne les événements sportifs, le Palais des sports de Pau a accueilli de nombreuses compétitions de haut niveau, notamment en basket-ball, handball ou volley-ball. Il a également été choisi comme lieu d'entraînement pour des équipes professionnelles et nationales dans différentes disciplines. Les installations sportives sont adaptées aux normes professionnelles, offrant aux athlètes et aux spectateurs des conditions optimales.
Le Palais des sports de Pau bénéficie également d'un emplacement stratégique, à proximité du centre-ville et facilement accessible en voiture via l'A64 ou en transports en commun. Il dispose d'un parking spacieux pour les visiteurs partagé avec le Zénith de Pau et d'aménagements facilitant l'accès aux personnes à mobilité réduite.
D'après le journal sportif L'Équipe, le Palais des sports est un des « stades mythiques de la Pro A ».

## Histoire

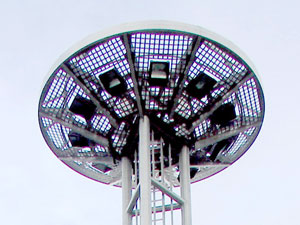
3 tripodes de 25 mètres.

Le Palais des sports de Pau est né de la rencontre de la cité paloise et de l'Élan béarnais (basé jusqu'alors à Orthez). Afin de s'adapter aux contraintes du professionnalisme, l'union avec le grand voisin palois était devenue une nécessité économique pour Orthez (10 000 habitants). En 1989, l’Élan devient l'Élan béarnais Pau-Orthez.
Les considérations économiques ne furent pas les seules à motiver ce rapprochement. La mythique salle de la Moutète d'Orthez était devenue au fil des ans inadaptée pour un club qui se voulait leader du basket français,. Un Palais des sports, assez gigantesque pour l'époque, est alors construit à Pau afin d'accueillir ce « nouveau » club.
Sa construction se termine au début de l'année 1991, date à laquelle l’Élan béarnais Pau-Orthez quitte la salle de la Moutète à Orthez pour s'établir à Pau. Il est inauguré en 1991 en présence de Laurent Fabius, président de l’Assemblée Nationale, du maire André Labarrère, du président de l'élan Pierre Seillant et de nombreux autres invités. Le Palais est  inauguré lors d'une victoire de l'Elan sur le CSP Limoges sur le score de 109–97.
Il est le fruit du travail de deux architectes : Jean-Michel Lamaison et Michel Camborde et fut baptisée « la salle idéale » par le magazine Maxi-Basket.
En 2020, à l'occasion des trente ans du Palais des sports, Vincent Collet estime que « Le Palais des sports de Pau est la cathédrale de notre sport »
Ainsi, le parquet du Palais des sports de Pau porte désormais le nom du président historique de l'Elan Pierre Seillant depuis le 11 avril 2022 et un Classique emporté face à l'éternel rival du CSP Limoges.   

## Caractéristiques architecturales

### Architecture et caractéristiques
La charpente est supportée par quatre tours carrées qui marquent aussi les entrées. Les tours sont reliées par quatre poutres en treillis métallique supportant une voûte centrale en prise directe avec la lumière naturelle. L’éclairage de la voûte est assuré par 4 lentilles de 50 mètres de long et 7,20 mètres de hauteur. La toiture du Palais domine à 25 mètres de hauteur. Les façades transparentes, en verre clair, donnent une grande légèreté au bâtiment tout en assurant la lisibilité fonctionnelle.

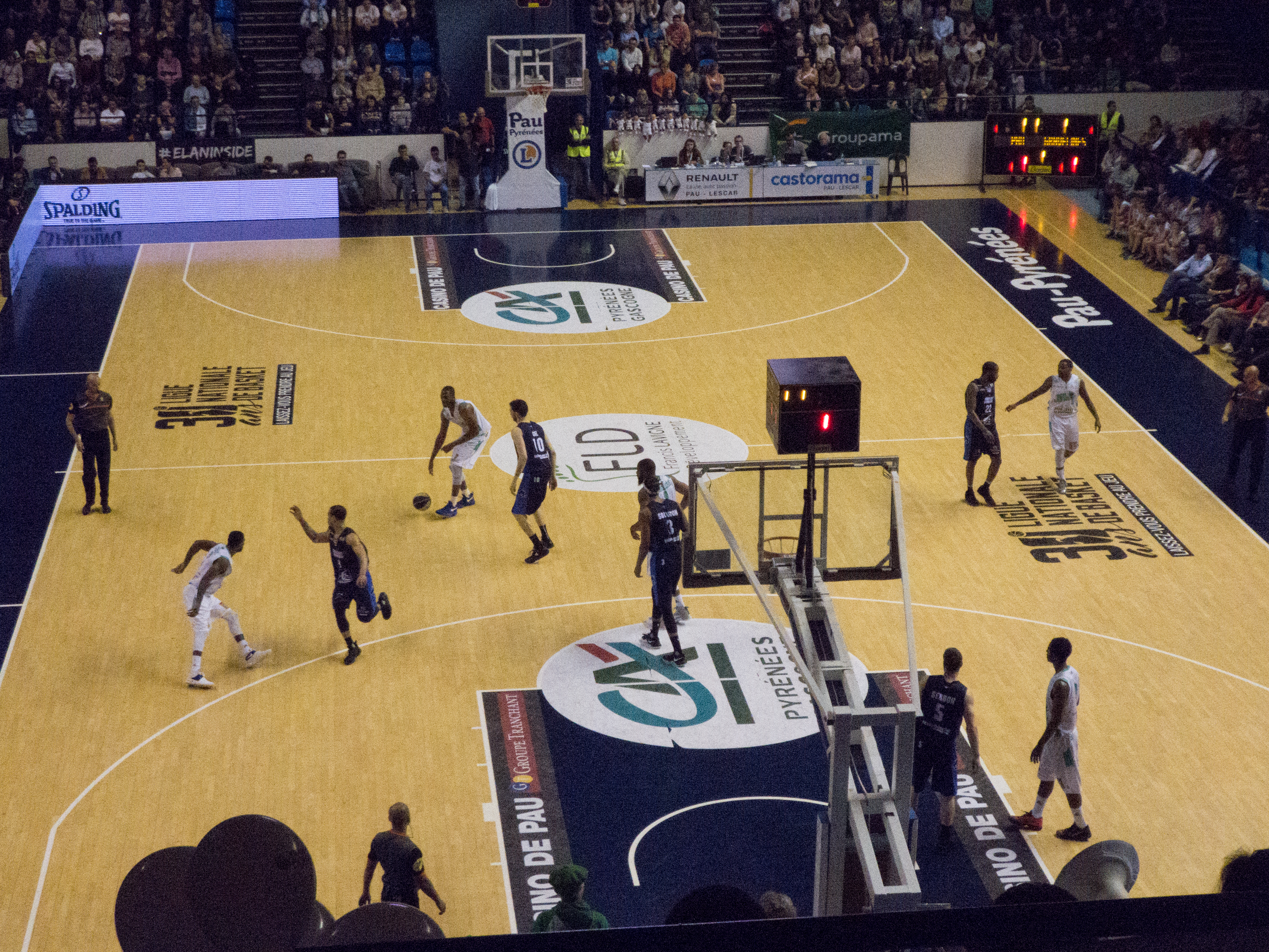
Match de championnat de France au Palais des sports de Pau.

« Le Palais des sports, ma plus belle réussite »

— Pierre Seillant

### Description technique
- Forme octogonale autour de 4 tours carrées.
- 7 707 places assises dont environ 500 loges
- Hauteur totale : 28 mètres
- Surface vitrée : 4 500 m²
- Réalisation : 370 personnes pendant un an
- Coût : 12 millions d'euros HT (~78 millions de francs)

## Environnement
Situé au nord de Pau, juste au-dessus de l’hippodrome du Pont-Long, à la sortie de l’autoroute Bayonne-Toulouse, à 5 minutes de l’aéroport international Pau-Pyrénées, le Palais de Sports, inauguré en 1991, bénéficie d’un emplacement idéal.

### Moyens d'accès
Le Palais des sports est situé au nord de Pau, à côté du Zénith, du complexe de pelote (Jai alai)  et de l’hippodrome du Pont-Long. Il est accessible depuis Bordeaux par l’autoroute A 65, puis l’A64 par l’échangeur de Lescar. Depuis Toulouse par l’A64, sortie N°10, Pau-centre. Un parking de 1 687 places est situé à proximité du Palais des sports.

#### Transports en commun
Le Palais des sports est desservi par les transports en commun de Pau, par le réseau de bus Idelis :
- Lons Perlic Sud ↔ Pau Stade du Hameau
- Mazères-Lezons L'Arriou ↔ Pau Zénith
- Serres-Castet Liben ↔ Bizanos Mairie
- Montardon École ↔ Pau Pôle Bosquet
- Lons Perlic Sud ↔ Pau Pôle Bosquet

Fébus, le bus à haut niveau de service de Pau à hydrogène s'arrête toutefois au Sud, au Centre hospitalier de Pau.

#### Routier
Le Palais des sports est situé à proximité immédiate de la rocade de Pau.
Le Palais est également facilement accessible depuis l'A64 sortie Pau-Centre, via la rocade de Pau.

## Évènements
- Championnat d'Europe de basket-ball 1999
- Championnat du monde de handball féminin 2007
- Match des champions de basket-ball 2007
- Coupe de la ligue de handball 2010-2011

S'y sont déroulés :
- les matchs de championnat de l'Élan béarnais Pau-Orthez depuis 1991,
- les matchs de Coupe d'Europe de l'Élan béarnais Pau-Orthez depuis 1991,

mais aussi 
- les rencontres importantes en D1 du Billère Handball
- plusieurs matchs de Coupe Davis de tennis masculin
- une partie des matchs de poule du Championnat d'Europe de basket-ball masculin 1999 organisé en France

Il accueille aussi depuis 2005 le derby de basket féminin Mourenx-Tarbes (8 300 spectateurs en 2006).
Il a été choisi pour accueillir une partie des matchs du Championnat du monde de handball féminin en décembre 2007 et la finale de la Coupe de la ligue de handball, pour sa dixième édition, en décembre 2010.
Le palais accueille régulièrement l'Équipe de France de basket-ball pour ses préparations. Il a d'ailleurs été depuis 2009, le lieu constant de préparation des bleus.
À partir de 2019, il accueille le Tournoi de tennis de Pau.

## Galerie

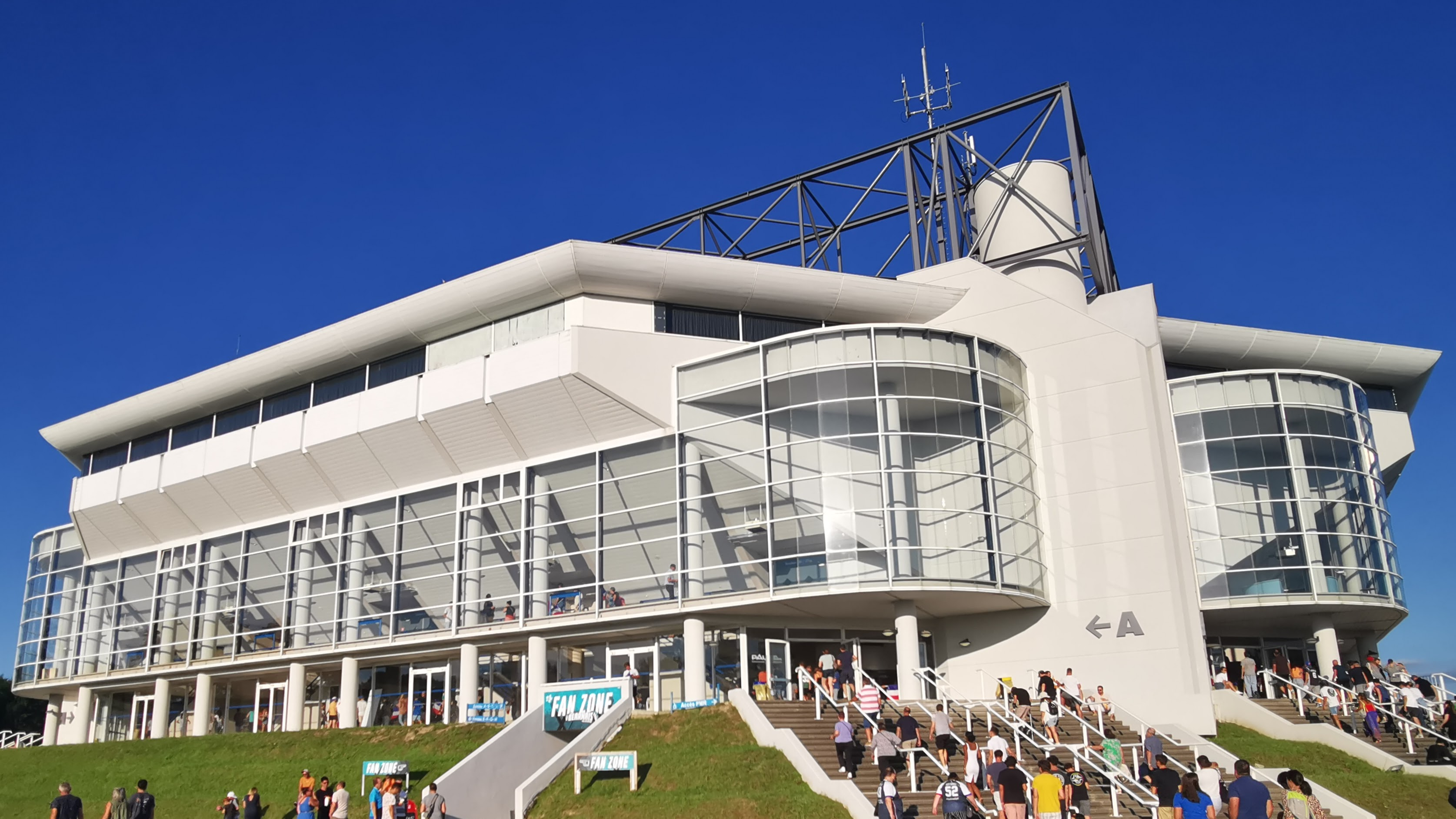
Abords du Palais des sports lors de France - Tunisie, le 31 juillet 2023.
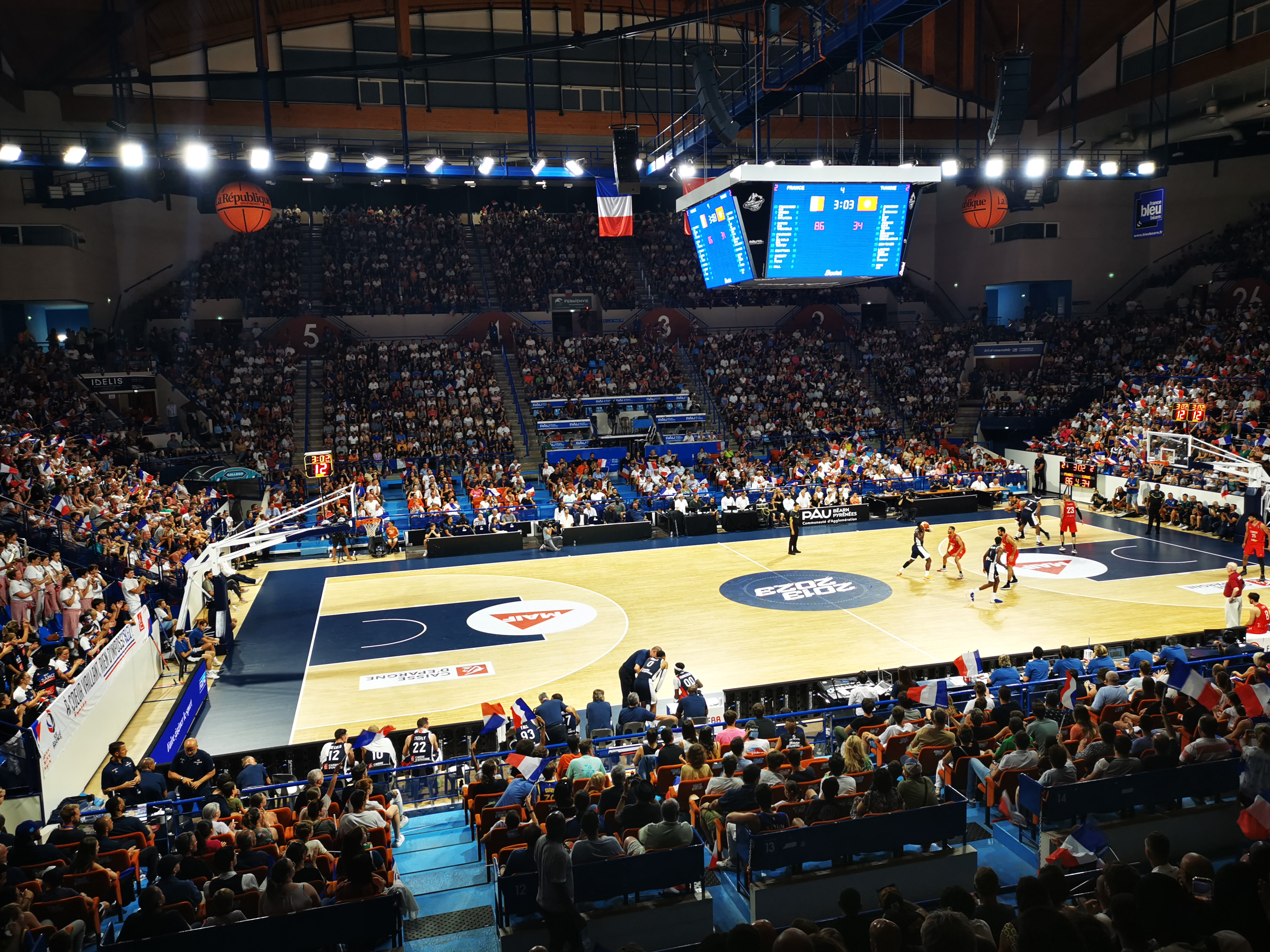
France - Tunisie, le 31 juillet 2023. Assis au 1er rang, Boris Diaw, Tony Parker et Florent Piétrus.